# Cappelen (släkt)
Cappelen är en norsk släkt.

Sköld i släktens vapen från 1600-talet i modern version

Namnet leder sitt ursprung till orten Cappeln nära staden Wildeshausen i Niedersachsen, men inte till någon adelsätt von Cappeln eller den svenske översten Dietrich von Cappeln.
Borgmästaren i Wildeshausen Dietrich von Cappelen var far till Johan von Cappelen (1627–1688), som 1653 utvandrade till Norge. Genom sina tre söner blev han stamfar till en stor släkt.

## Personer med efternamnet Cappelen
Personer utan angiven nationalitet är från Norge
- Diedrich von Cappelen (1761–1828), affärsman
  - Diderik von Cappelen (1795–1866), bruksägare
    - Severin Diderik Cappelen (1822–1881), bruksägare
    - August Cappelen (1827–1852), konstnär
      - Diderik Cappelan (1856–1935), kammarherre (son till Severin Diderik Cappelen) 
        - H.S. Diderik Cappelen (1892–1980), godsägare
          - Diderik Cappelen (1923–2017), civilingenjör
            - Carl Diderik Cappelen (född 1955), civilekonom
- Andreas Cappelen (1915–2008), jurist och politiker i Arbeiderpartiet
- Christian Cappelen (1845–1916), organist och tonsättare
- Johan Cappelen (1889–19947), advokat och konservativ politiker
- Jørgen Wright Cappelen (1805–1878), bokförläggare
- Philip Holst Cappelen (1965–2018), kriminell utan tillhörighet till släkten Cappelen
- Ulf Cappelen-Smith (1919–2006), svensk officer i flygvapnet